# Mötz (Austria)
Mötz es un municipio de Austria, ubicado en el distrito de Imst del Estado de Tirol, que se encuentra a 16,30 kilómetros al este de Imst, y a 9 km al oeste de Telfs.

## Geografía
Mötz se encuentra en el alto valle del Eno (Inn), entre las poblaciones de Telfs e Imst. La población se extiende hacia el norte del río Eno a lo largo del río Klammbach.

## Historia
La primera mención del pueblo data del siglo XII, el puente que se levanta sobre el río Eno, data del 1290. Hizo parte del municipio de Miemingm hasta la Segunda Guerra Mundial. Solo después de la guerra se convirtió en un municipio independiente.

## Economía
Las principales fuentes de ingresos son la agricultura, el turismo de verano. Mötz es una zona eminentemente residencial.

## Personajes ilustres
- Ángela María Autsch (1900-1944), religiosa trinitaria, que murió en el campo de concentración de Auschwitz